# Ventil (Kolbenmaschine)

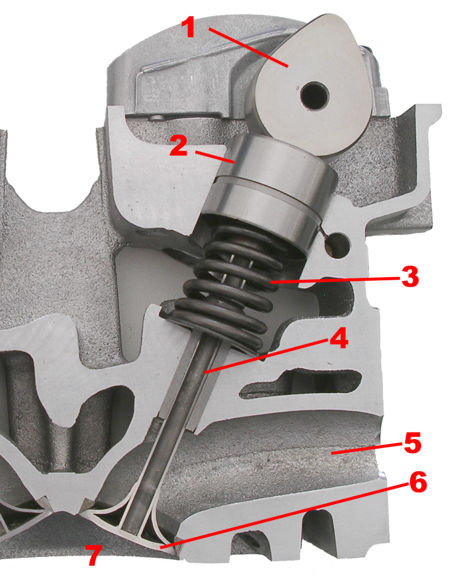
Ventiltrieb mit Tassenstößel:
1. Nocken der Nockenwelle
2. Tassenstößel
3. Ventilfeder
4. Ventilschaft
5. Gaskanal zum Einlass (Frischgas) bzw. Auslass (Abgas)
6. Ventilteller, der den Brennraum (7) gegen den Ventilsitzring abdichtet

Verkürzt als Ventil bezeichnet man in der Fachsprache besondere Ventil-Baugruppen zur Steuerung des Ladungswechsels für intermittierend arbeitende Verdrängermaschinen, insbesondere Kolbenmaschinen. Bei Hubkolbenmotoren mit innerer Verbrennung wie den Viertaktmotor sind diese Ventile in der Regel als Tellerventil ausgeführt und bilden als Baugruppe mit einer starken Rückholfeder und einem Nockentrieb den sogenannten Ventiltrieb.
Auch Pumpen haben Tellerventile, die ungesteuert als Rückschlagventile arbeiten, ähnlich wie Hubkolbenverdichter, bei denen oft Membranventile verwendet werden.
Unterschieden nach der Funktion besitzt in der Regel jeder Arbeitsraum mit Kolben jeweils mindestens ein Einlassventil und ein Auslassventil.
Ausnahme sind Zweitaktmotoren, die stattdessen mit Kolbenkantensteuerung (Schlitzsteuerung) arbeiten und entweder ganz ohne Ventile auskommen oder wie viele Zweitakt-Dieselmotoren Auslassventile  und Einlassschlitze haben.
Alternativ dazu gibt es Schiebersteuerungen, die heute nur noch selten eingesetzt werden.

## Einlassventil

Viertaktzyklus eines ideal-typisch langsam laufenden Ottomotors: 1: "Ansaugen" ➝ 2: "Verdichten" ➝ 3: "Expandieren" ➝ 4: "Ausschieben"
Das Einlassventil (rechts) steuert das Einströmen der Frischladung in Takt 1; das Auslassventil (links) in Takt 4 den Ausstoß der verbrannten Abgase in Abgasanlage und Auspuff.

Einlassventile steuern den Zustrom von Fluid (Gas oder Flüssigkeit) in den Arbeitsraum; speziell bei Verbrennungsmotoren das Einströmen der Frischladung vom Ansaugtrakt in den Brennraum.

## Auslassventil
Auslassventile steuern die Abgabe von Fluid aus dem Arbeitsraum; speziell bei Verbrennungsmotoren den Ausstoß der verbrannten Abgase in Abgasanlage und Auspuff.
Mit entsprechend angepassten Ventilsteuerzeiten können sie umgekehrt auch einfache Formen der Abgasrückführung steuern.

## Anordnung
Bei ventilgesteuerten Hubkolbenmotoren wie dem Viertaktmotor hängen die Ventile in der Regel im Zylinderkopf, der sowohl den Brennraum abschließt als auch die Lagerung für Ventilsitz und Ventiltrieb bildet.
Kaum noch üblich sind Seitenventile (Side Valves), bei der die Ventile seitlich neben den Zylindern am Kurbelgehäuse angeordnet sind. Ventiltrieb und Zylinderkopf sind billig zu fertigen, der Zylinderblock ist etwas aufwändiger. Der Motor ist kompakter, aber unter anderem lassen sich mit hängenden Ventil höhere Verdichtung und besserer Füllung verwirklichen.

## Mehrventiltechnik
Sowohl für Einlass als auch für Auslass werden oft für einen Zylinder jeweils zwei oder mehr Ventile parallel eingebaut (Mehrventiltechnik), um mit größerem Öffnungsquerschnitt die Strömungsverluste zu vermindern und mit dadurch verbessertem Liefergrad die Motorleistung zu erhöhen.